# Гребенівська сільська рада (Кагарлицький район)
| Гребенівська сільська рада — колишній орган місцевого самоврядування у Кагарлицькому районі Київської області з адміністративним центром у с. Гребені. Історична дата утворення: в 1918 році. Водоймища на території, підпорядкованій даній раді: річка Дніпро. Сільській раді були підпорядковані населені пункти: - с. Гребені - с. Юшки Також, до 1965 року, у межі Гребенівської сільради входило с. Кальне |

## Склад ради
Рада складалася з 14 депутатів та голови.

### Керівний склад ради
| ПІБ                       | Основні відомості                                                         | Дата обрання | Дата звільнення |
| ------------------------- | ------------------------------------------------------------------------- | ------------ | --------------- |
| Огіренко Василь Федорович | Сільський голова, 1958 року народження, освіта                            | 26.03.2006   | 31.10.2010      |
| Огіренко Василь Федорович | Сільський голова, 1958 року народження, освіта вища, член Партії регіонів | 31.10.2010   |                 |

Примітка: таблиця складена за даними джерела